# Lista de ilhas de Vitória (Espírito Santo)
A cidade de Vitória já teve em seu passado 34 ilhas, que no correr do tempo foram aterradas e incorporadas a Ilha de Vitória.
Esta é uma Lista de ilhas de Vitória, Espírito Santo.

## Ilhas do município de Vitória
- Ilha de Vitória[2][1]
- Ilha da Pólvora[2][3]
- Ilha Dr. Américo de Oliveira[2]
- Pedra do Ovo[3]
- Ilha das Pombas[2][3]
- Ilha do Urubu[2]
- Ilha das Tendas[2][3]
- Ilha das Cobras[2][3]
- Ilha Maria Catoré[2][3]
- Pedra da Baleia[2][3]
- Ilha dos Práticos[2]
- Ilha dos Itaitis[2]
- Ilha dos Igarapés[2]
- Ilha Galheta de Dentro (ou Gaeta)[2][3]
- Ilha Galheta de Fora (ou Gaeta)[2][3]

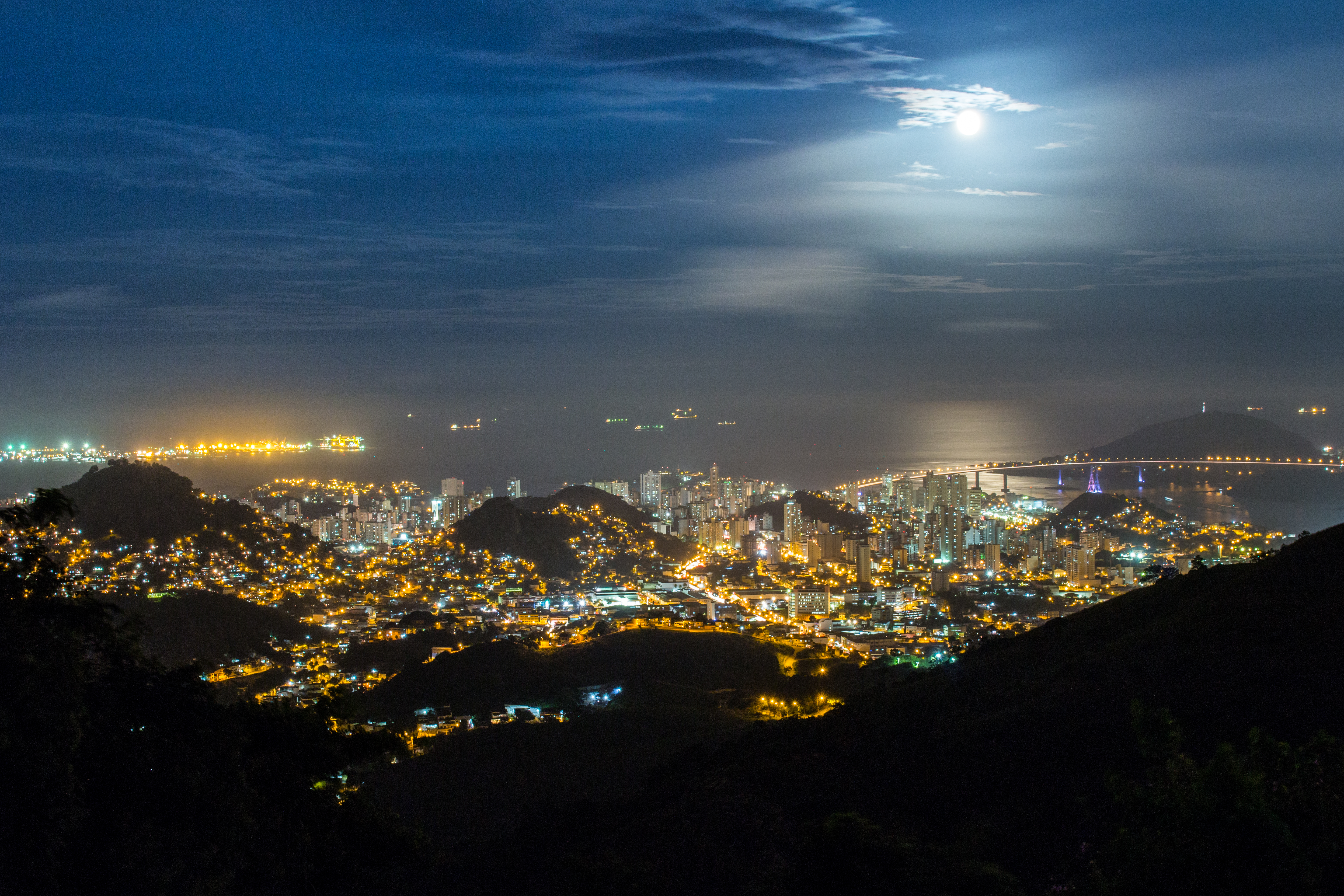
Ilha de Vitória

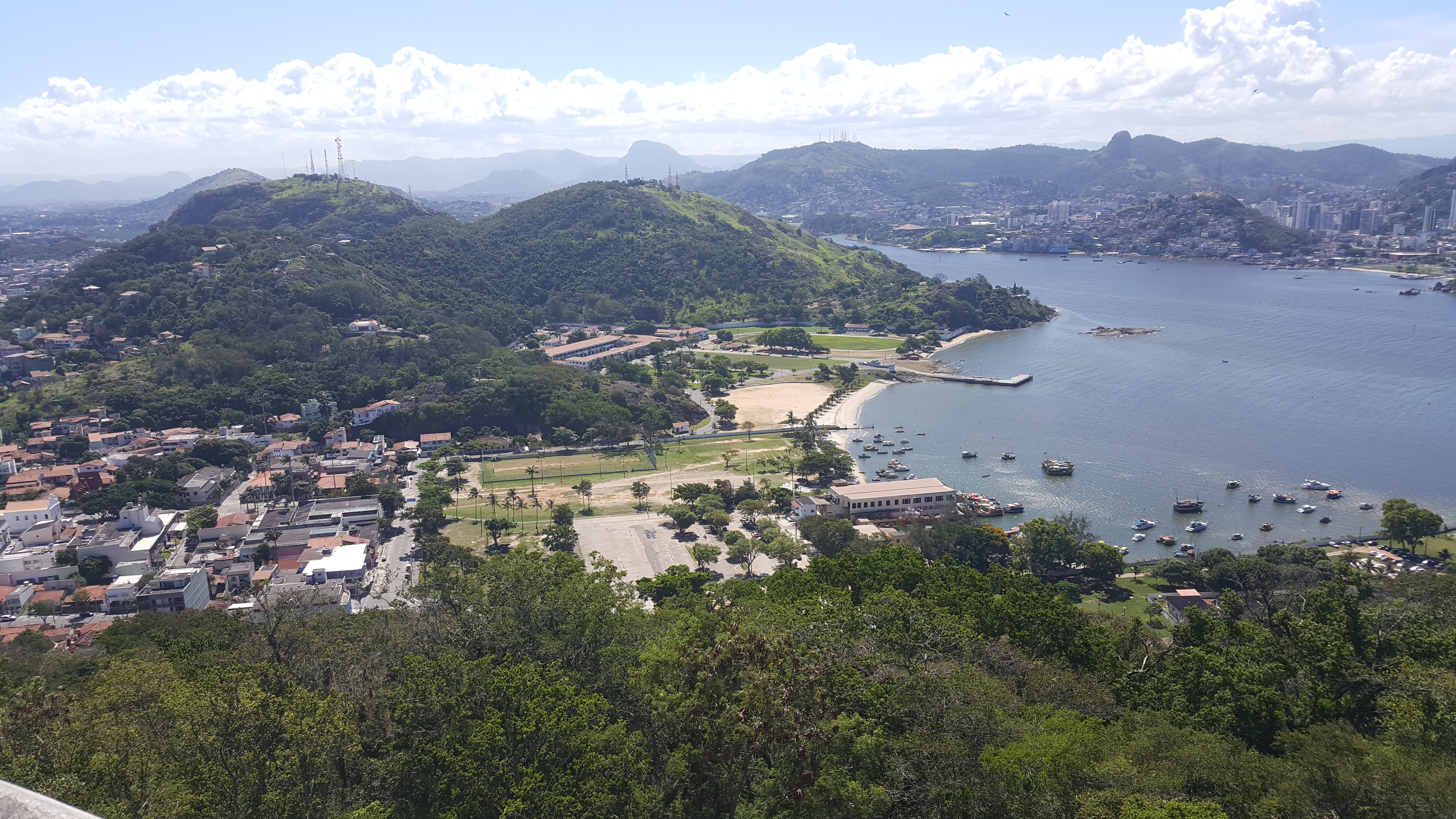
Ilha Maria Caturé

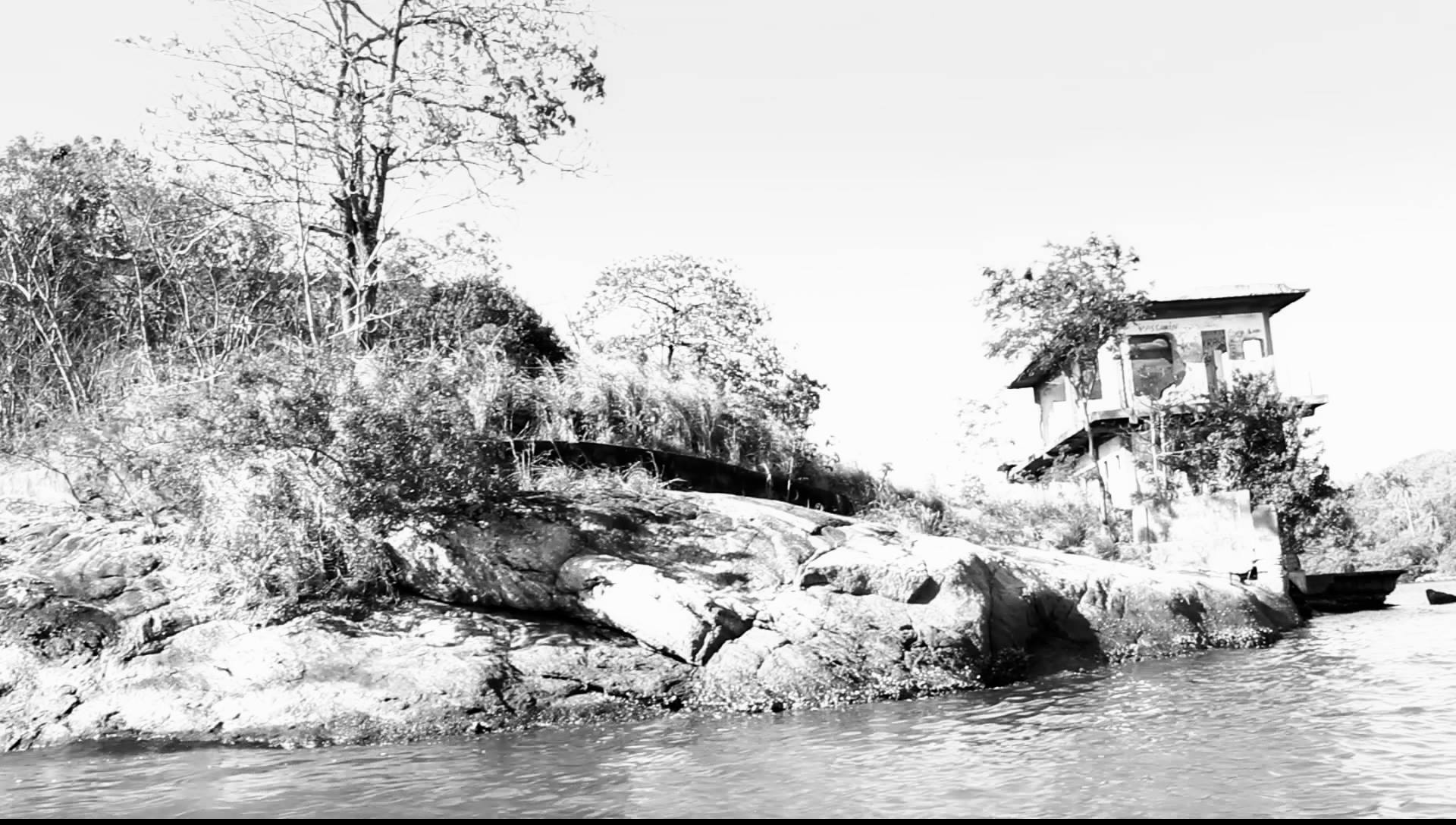
Ilha da da Pólvora

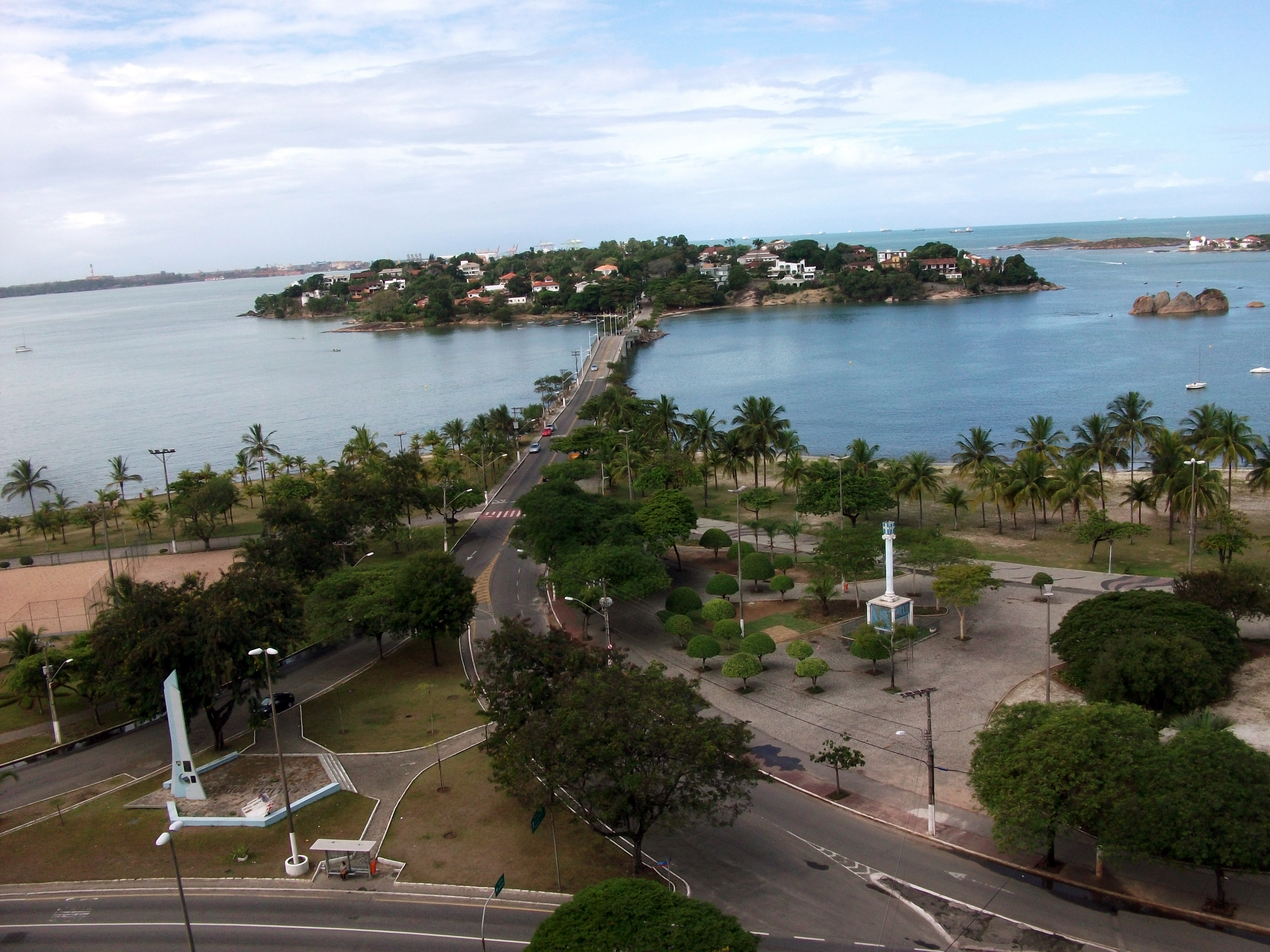
Ilha do Frade

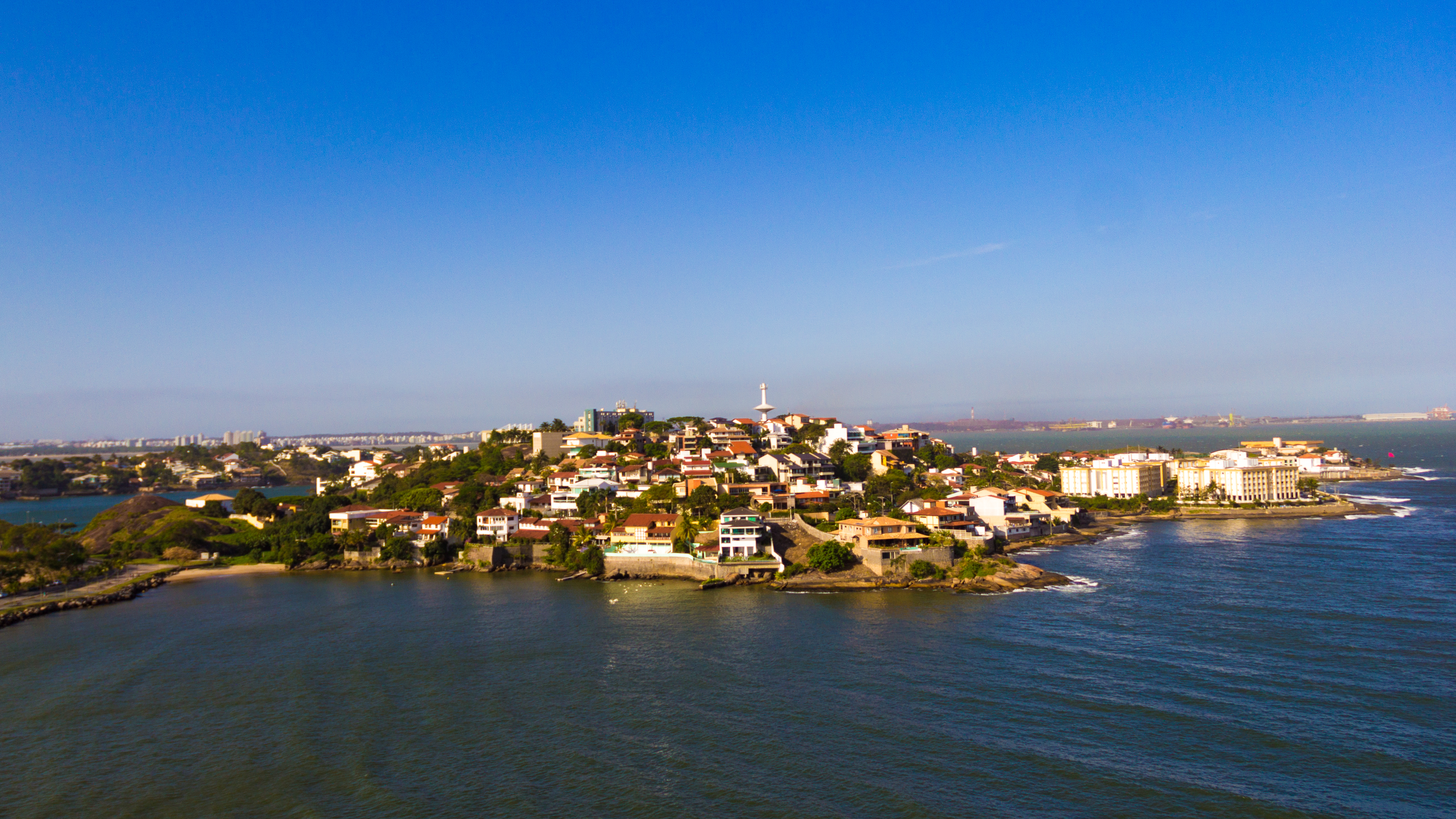
Ilha do Boi

- Ilha das Andorinhas também conhecida como Rochedo das Andorinhas[2][3]
- Ilha Rasa[2]
- Ilha do Fato[2][1][3]
- Ilha do Pato[2]
- Ilha dos Índios[2]
- Ilha do Socó[2][3]
- Ilha do Frade conhecida também como Ilha Le Mote[2][1][3]
- Ilha do Chrisógono[2]
- Ilha da Fumaça[2][3]
- Ilha da Pedra Branca[3]
- Ilha do Mero[3]

## Ilhas já integradas à ilha de Vitória
- Ilha de Santa Maria[1][3]
- Ilha de Monte Belo[1][3]
- Ilha do Boi[1][3]
- Ilha do Papagaio[2][3]
- Ilha do Sururu[2][3]
- Ilha do Príncipe[1][3]
- Ilha do Bode[2][3]
- Ilha do Rebelo[3]
- Ilha das Caieiras[1][3]